# Elaphoglossum punae
Elaphoglossum punae är en träjonväxtart som beskrevs av John T. Mickel. Elaphoglossum punae ingår i släktet Elaphoglossum och familjen Dryopteridaceae. Inga underarter finns listade.